# Komparative Theologie
Die Komparative Theologie ist eine neue Form der Religionstheologie, die zwar von einem bestimmten konfessionellen Standpunkt ausgeht, diesen aber im Gespräch mit anderen konfessionellen und religiösen Traditionen fortentwickelt. Ihre Besonderheit besteht darin, dass sie andere religiöse Traditionen nicht aus apologetischer Sicht betrachtet, sondern von und mit ihnen lernen will. Anders als bei der traditionellen konfessionellen Theologie ist ihr Gegenstand also nicht nur die wissenschaftliche Reflexion des eigenen Glaubens, sondern die Welt der Religionen insgesamt. Anders als bei der vergleichenden Religionswissenschaft strebt sie bei dieser Betrachtung keine Neutralität an, sondern stellt engagiert die Wahrheitsfrage, um in dialogischen Denkbewegungen dem Geheimnis einer „letzten Wirklichkeit“ nachzuspüren.

## Geschichte
Auch wenn eine Auseinandersetzung mit komparativer Theologie schon in der frühen Neuzeit begann und später durch wichtige Impulse von Annemarie Schimmel, Rudolf Otto und Aloysius Pieris beeinflusst wurde, wurde sie erst in den 1990er Jahren im englischsprachigen Raum schulbildend. Kennzeichen dieser neueren Komparativen Theologie sind die Verweigerung von Allgemeinurteilen und Generalisierungen, die Verknüpfung des Nachdenkens mit der Praxis des interreligiösen Dialogs und die Entwicklung einer Hermeneutik, die ein Bewusstsein für die eigenen normativen Grundlagen des Gesprächs ebenso einschließt wie die Kultivierung der Bereitschaft, diese kritisch zu hinterfragen.
Zwei unterschiedliche Richtungen haben sich im englischsprachigen Raum unter dem Titel Comparative Theology entwickelt. Während Robert Cummings Neville und Keith Ward Komparative Theologie als öffentliche Theologie ohne konfessionelle Anbindung verstehen und in ihrer Arbeit die Aufdeckung großflächiger theologischer Zusammenhänge im Fokus steht, ist für Francis X. Clooney, Catherine Cornille und James L. Fredericks Komparative Theologie fest in der konfessionellen Theologie verankert. Damit ist sie religionstheologisch dem Inklusivismus näher als dem Pluralismus, vermeidet aber eine Festlegung auf der religionstheologischen Ebene und fokussiert sich stattdessen auf theologisch aufschlussreiche Detailstudien.

## Situation in Deutschland
Im deutschsprachigen Raum ist Klaus von Stosch einer der wichtigsten Vordenker der Komparativen Theologie. Ähnlich wie James L. Fredericks versteht er Komparative Theologie als Möglichkeit, dem Wahrheitsanspruch der eigenen Religion treu zu sein, ohne dadurch die Möglichkeit aufzugeben, Andersgläubige in ihrer Andersheit und ihrem Glauben angemessen zu würdigen. Als Königsweg zu diesem besseren Verstehen der Religionen untereinander erscheint der Komparativen Theologie das religionsübergreifende gemeinsame Forschen und der interreligiöse Dialog. Hat sich die Komparative Theologie im englischsprachigen Raum bisher vor allem im Dialog mit den östlichen Religionen profiliert, ist das Zentrum für Komparative Theologie und Kulturwissenschaften der Universität Paderborn ein Beispiel dafür, wie auch muslimische Theologen sich in die Komparative Theologie einbringen, so dass man diese nicht mehr als rein christliche Theologie ansehen kann.

## Ziele
Komparative Theologie ist als theologische Disziplin auf der Suche nach Antworten auf normative Fragen nach der letzten Wirklichkeit. Sie nimmt dabei die Wahrheitsfrage in den Blick ohne sich vor der Vielfalt menschlicher Antworten auf diese Frage zu verschließen. Dabei hinterfragt sie überkommene Traditionen und lässt auch außerreligiöse Perspektiven und Anfragen zu.
Des Weiteren ist es Ziel der Komparativen Theologie „andere in ihrer Andersheit zu verstehen und sich ihnen deshalb in ihrer Andersheit auszusetzen.“ So lehnt die Komparative Theologie Vorurteile und Stereotype ab und regt stattdessen an, in interreligiösen Begegnungen und im Dialog mit dem anderen sich in seine Perspektive hineinzuversetzen und so seine Religion kennenzulernen und zu verstehen. Durch Freundschaft zum religiös anderen können solche Begegnungen intensiver, ehrlicher und fruchtbarer wirken, da sie den Zugang zu der Religion des anderen und den gerechten Umgang mit ihr erleichtert. Letztlich soll es darum gehen, den religiös anderen so wahrzunehmen und wertzuschätzen wie er ist und wie er sich selbst sieht, so dass der interreligiöse Dialog nicht nur an der Oberfläche bleibt, sondern ein intensiver gemeinsamer Weg auf der Suche nach Antworten ist.
Die wertschätzende Wahrnehmung einer anderen Religion kann auch ein Neuverstehen der eigenen Religion ermöglichen. So kann das Kennenlernen der Perspektive eines religiös anderen und das gemeinsame Suchen und Abwägen von möglichen Antworten auf Fragen nach Gott bzw. der letzten Wirklichkeit, den eigenen Horizont erweitern und so auch in der eigenen Religion zu neuen Einsichten führen. An dieser Stelle ist es Komparativer Theologie allerdings wichtig, den anderen nicht zu instrumentalisieren, sondern in seiner Selbstzwecklichkeit zu achten.

### Grundhaltung im Dialog der Religionen
Um einer Instrumentalisierung des anderen vorzubeugen und einen für die Komparative Theologie fruchtbaren interreligiösen Dialog zu erreichen, sind der in Boston College lehrenden belgischen Theologin Catherine Cornille zufolge fünf Grundhaltungen wichtig, die sie in ihrem Buch „The im-possibility of interreligious dialogue“ beschreibt.

### Doktrinale bzw. epistemische Demut
Demut sollte nach Cornille sowohl das Verhältnis zur Religion des anderen als auch zur eigenen Religion bestimmen. So sollte man anerkennen, dass man die Glaubensüberzeugungen und -praxen des anderen nie in ihrer Gänze verstehen kann und auch eigene Glaubensüberzeugungen und Wahrheitsverständnisse durch die Grenzen des menschlichen Verstehens limitiert sind.
“The impulse to dialogue arises from the desire to learn, to increase one’s understanding of the other, of oneself, or of the truth. It thus presupposes humble awareness of the limitation of one’s own understanding and experience and of the possibility of change and growth.”
Auch von Stosch postuliert, dass Gott nie vollständig durch den Menschen erkannt und verstanden werden kann.  !Das bedeutet, dass die eigene Glaubenslehre immer von einer Vorläufigkeit und Brüchigkeit gekennzeichnet ist, die aus der Bedingtheit des menschlichen Verstehens zu erklären ist.

### Konfessorische Verbundenheit mit der eigenen Tradition
Cornille stellt als zweite Grundhaltung die große Bedeutung der Verbundenheit zur eigenen Tradition, den eigenen Glaubensüberzeugungen und -praxen heraus. Für sie kann nur diese Verwurzelung in der eigenen Religion die Basis für die Hinwendung zum anderen sein. Die Verbundenheit mit dem eigenen Glauben im interreligiösen Dialog schützt nicht nur vor einem New Age Synkretismus, sondern macht einen wahrhaften Dialog und Fortschritte auf dem Weg der Aussöhnung der Religionen erst möglich.

### Kommensurabilitätsunterstellung und Wahrnehmung von Unterschieden
Um den interreligiösen Dialog gewinnbringend führen zu können, ist es nach Cornille notwendig eine prinzipielle Verstehbarkeit und Vergleichbarkeit der Religionen zu unterstellen. Auch wenn sie sich in ihren Glaubensinhalten und auch in ihren Zielen teilweise stark unterscheiden, können dadurch, dass sich Religionen mit grundlegenden menschlichen Problemen beschäftigen, doch immer wieder Verstehenswege zwischen ihnen gebahnt werden.
Auf der Basis einer prinzipiellen Vergleichbarkeit können dann auch konkrete Gemeinsamkeiten, aber auch Unterschiede in den jeweiligen Glaubensinhalten und -praxen der Religionen wahrgenommen werden. Die Unterstellung prinzipieller Verstehbarkeit bedeutet nun aber nicht, dass Theologinnen und Theologen im interreligiösen Dialog nicht an Grenzen stoßen können und in bestimmten Fragen die Feststellung einer Unvereinbarkeit religiöser Überzeugungen unumgänglich ist.

### Empathie und liebevolle Aufmerksamkeit
Eine weitere von Cornille eingeforderte Grundhaltung des interreligiösen Dialogs ist Empathie, Offenheit und Sensibilität für den religiös anderen. Sie erleichtern das Einlassen auf die Perspektive des anderen und damit auch das Verstehen seiner Denk- und Wahrnehmungsweisen von innen. Empathie für den anderen und seine Glaubensüberzeugungen kann auch beeinflussen, welche Aspekte in der Religion des anderen den Dialogpartner berühren und seine Denkweise verändern. Ohne sie kann die affektive Dimension von Religion nicht wahrgenommen und wertgeschätzt werden, die vielen Glaubenspraxen und -inhalten zugrunde liegt und sie so um ihre spirituelle Dimension erweitert. Auch fordert eine solche Haltung darauf zu achten, wer vom Dialog ausgeschlossen ist, ob aus religiösen oder sozialen Gründen. Gerade die Marginalisierten sollten in den interreligiösen Dialog integriert werden.

### Gastfreundschaft für die mögliche Wahrheit des anderen
„This attitude of generous openness to the (possible) presence of truth in the other religion may be called hospitality.“ Dem anderen einen Platz im eigenen Denken einräumen, ihn als Gast willkommen heißen und dabei auch anerkennen, dass sich durch ihn etwas im eigenen Denken ändern kann, sind Haltungen, die den interreligiösen Dialog prägen sollten und durch Cornille, von Stosch und andere Vertreter der Komparativen Theologie mit dem Begriff der Gastfreundschaft beschrieben werden. Sie ist essentielle Voraussetzung für einen wertschätzenden und erkenntnisreichen interreligiösen Dialog. Auf der anderen Seite steht dabei die „pilgernde Grundausrichtung und Bereitschaft sich in neue Zusammenhänge hineinzudenken und hineinzuleben“, die eine wahrhafte interreligiösen Begegnung möglich machen kann.

## Methoden

### Mikrologische Vorgehensweise
Die mikrologische Vorgehensweise ist nach Francis X. Clooney das herausragende Kennzeichen der Komparativen Theologie. Sie stellt also ganz bestimmte Kennzeichen oder Inhalte der Religionen in ganz bestimmten Kontexten in den Fokus ihrer Untersuchungen. Sie trifft keine Globalurteile über andere Religionen auf einer Makroebene, sondern trägt durch das Vergleichen einzelner religiöser Phänomene auf einer Mikroebene Detailwissen bei. Da Glaubensüberzeugungen nur in spezifisch ausformulierten Situationen und Zusammenhängen verständlich und damit auch vergleichbar werden, ist diese Hinwendung zu spezifischen theologischen, literarischen u. a. Texten oder auch konkreten Ritualen und Glaubensinhalten notwendig. Auch Beiträge aus Musik und Kunst können in die Untersuchung mit einbezogen werden und so einen umfassenden Vergleich ein konkretes Thema betreffend ermöglichen, wie beispielsweise Robert C. Neville betont. Die Schwierigkeit kann hier darin bestehen adäquate Vergleichskategorien zu finden.

### Zentrale Fragestellungen
Die Fragestellungen, die in der Komparativen Theologie untersucht werden sollen, sind, wie besonders Klaus von Stosch wichtig ist, nicht beliebig, sondern orientieren sich an den die Menschen unserer Zeit bewegenden Themen. So sollen diese Untersuchungen helfen Lösungswege für aktuelle Problemstellungen zu finden und sich ganz im Sinne der Befreiungstheologie auf der Seite der Marginalisierten gemeinsam für diese Lösungen einzusetzen. Auf diese Weise steht nicht Konkurrenz, sondern Kooperation im Zentrum des interreligiösen Dialogs.

### Gegenseitiges Einbeziehen
Die Dialogpartner sollten einerseits bereit sein im interreligiösen Dialog vom anderen zu lernen, seine Sprache zu lernen und sein Denken nachzuvollziehen sowie andererseits im Sinne der Gastfreundschaft nach Cornille auch bereit sein sich selbst vom anderen berühren und auch verändern zu lassen. Auch wenn das Hineinschlüpfen in die Perspektive des religiös anderen nie vollständig gelingen kann, ermöglicht die Offenheit für die Welt des anderen und Aufgeschlossenheit für seine Art zu Denken bedeutsame Erkenntnisse.

### Instanz des Dritten
Im interreligiösen Dialog zweier Repräsentanten bestimmter Konfessionen besteht immer die Gefahr, dass sich diese aus geteilten Überzeugungen vor bestimmten Problemstellungen verschließen oder diese trivialisieren. Um dieser Gefahr entgegenzuwirken, empfiehlt Klaus von Stosch eine dritte Instanz bzw. Perspektive eines dritten Gesprächspartners mit einzubeziehen. Dieser dritte Gesprächspartner sollte in erster Linie dadurch gekennzeichnet sein, dass er andere Überzeugungen in Bezug auf die im Fokus stehende Frage vertritt und damit mit seiner kritischen Sichtweise, die gemeinsamen Verabredungen zweier Dialogpartner hinterfragen und auf die Probe stellen kann. Je nachdem, welche Frage untersucht wird, kann dies durch eine atheistische oder agnostische Perspektive gewährleistet sein oder auch durch die Perspektive eines Vertreters einer dritten Religion bzw. einer anderen Konfession.

### Rückbesinnung auf religiöse Praxis
Damit die Komparative Theologie und ihre Ergebnisse aus dem interreligiösen Dialog einen Beitrag auf dem Weg zu einem friedvollen Zusammenleben der Religionen leisten können, sollte durch die Gesprächspartner immer wieder gezeigt werden, inwiefern die diskutierten Fragen relevant in ihrer jeweiligen Glaubenspraxis sind. Diese Anbindung an das Leben gläubiger und nicht gläubiger Menschen ermöglicht, dass das Aufeinanderzugehen und Voneinanderlernen im Dialog Auswirkungen auf das tatsächliche Zusammenleben der Menschen hat. Die Komparative Theologie wirkt so aus der Praxis des religiösen Lebensvollzugs und des interreligiösen Dialogs, das heißt aus dem konkreten Dialog mit dem religiös anderen, heraus in die Glaubens- und Lebenspraxis hinein.

### Bewusstsein über eigene Verwundbarkeit und Reversibilität bzw. Fallibilität ihrer Urteile
Komparative Theologie sollte sich immer der Vorläufigkeit und Kontextbezogenheit ihrer Urteile bewusst sein. Nur durch eine grundsätzliche Offenheit für Veränderungen und Korrekturen der eigenen Überzeugungen kann ein wirklicher Dialog mit dem religiös anderen stattfinden. So kommt Komparative Theologie nie an ein Ende und ist stets bereit, ihre gefundenen Antworten neu auf den Prüfstand zu stellen. Genau diese Vorgehensweise ist auch in den Augen James L. Fredericks die Stärke der Komparativen Theologie, da sie durch diese Verwundbarkeit ihrer eigenen Urteile vertrauenswürdig ist und sich – christlich betrachtet – die Verwundbarkeit Gottes in Christus aneignet.